# Saye de Melon
La Saye de Melon est un ruisseau français des départements de la Gironde et de la Charente-Maritime, affluent de la Saye et sous-affluent de la Dordogne par l’Isle.

## Géographie
Elle prend sa source à 61 mètres d'altitude en Gironde sur la commune de Donnezac, trois kilomètres au sud-est du bourg, près du lieu-dit les Viauds.
Elle rejoint la Saye en rive droite vers 35 mètres d'altitude, en limite des communes de Saint-Yzan-de-Soudiac et de Bussac-Forêt, au pont de la Baraque, deux kilomètres à l’est du bourg de Saint-Yzan-de-Soudiac.
Sur les sept derniers kilomètres, son cours sert de limite aux départements de Gironde (communes de Donnezac, Saint-Savin, Saint-Yzan-de-Soudiac) et de Charente-Maritime (Bussac-Forêt).
Longue de 11,8 km, la Saye de Melon possède quatre courts affluents répertoriés : le ruisseau de la Maison basse, la Font cabourne, le Lucérat et l'Abîme.